# Diamant (Heraldik)
Der Diamant ist in der Heraldik eine gemeine Figur und kann mit anderen Wappenfiguren in einem Wappenfeld sein.
Dargestellt wird die Figur einmal in der Draufsicht und ein anderes Mal in der Seitenansicht. Zu erkennen ist der Diamant im Wappen durch die sogenannte facettierte Darstellung, die einen Schmucksteinschliff symbolisiert und dem ungefassten natürlichen aufbereiteten Schmuckstein ähnelt.
Alle heraldische Farben sind möglich, aber Silber wird bevorzugt.

## Besonderheiten
Dargestellte Diamanten, im erweiternden Sinn alle Edelsteine in heraldischen Kronen, werden aber in der Wappenbeschreibung nicht erwähnt.
Wird im Wappen (z. B. an einer Hand) ein Stein im Ring dargestellt, kann der Stein meistens als Diamanten angesprochen werden.
Im Wappen von Navarra ist ein grüner Diamant in der Schildmitte im Kreuz der Navarrakette, der das Koranbuch des Sultans symbolisiert soll.
Diamant wurde von den älteren Heraldikern als ein Begriff für die schwarze heraldische Farbe verwendet.
Die facettierte Raute ist ein Beispiel für ein Edelstein im Wappen. Als Diamant aber ist die Wappenfigur nur dann richtig, wenn die Wappenbeschreibung das aussagt.

## Beispiele

Seitenansicht im Wappen von Érize-Saint-Dizier
Draufsicht im Wappen von Grandjean
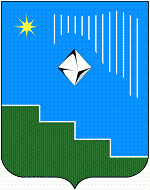
Räumliche Darstellung im Wappen von Udatschny
Edelstein (facettierte Raute, nach Gritzner[3])
Neustrelitzer Wappen mit einem diamantbesetzten Ring nach Nr. 216 der Wappenrolle von Mecklenburg-Vorpommern